# Bernay-Saint-Martin
Bernay-Saint-Martin ist eine französische Gemeinde mit 761 Einwohnern (Stand: 1. Januar 2022) im Département Charente-Maritime in der Region Nouvelle-Aquitaine (vor 2016: Poitou-Charentes); sie gehört zum Arrondissement Saint-Jean-d’Angély und zum Kanton Saint-Jean-d’Angély. Die Einwohner werden Bernaisiens und Bernaisiennes genannt.

## Geographie
Bernay-Saint-Martin liegt etwa 42 Kilometer ostsüdöstlich von La Rochelle in der Saintonge. Umgeben wird Bernay-Saint-Martin von den Nachbargemeinden Marsais im Nordwesten und Norden, Saint-Félix im Norden, Migré im Nordosten und Osten, Courant im Südosten und Süden, Puyrolland im Süden und Südwesten, Breuil-la-Réorte im Westen sowie Saint-Mard im Nordwesten.

## Geschichte
Zum 1. Januar 1973 wurden die Gemeinde Saint-Martin-de-la-Coudre und die Gemeinde Bernay zusammengeschlossen, sodass die heutige Gemeinde entstand.

### Bevölkerungsentwicklung
| Jahr                       | 1962 | 1968 | 1975 | 1982 | 1990 | 1999 | 2006 | 2019 |
| Einwohner                  | 595  | 535  | 611  | 608  | 657  | 647  | 713  | 746  |
| Quellen: Cassini und INSEE |      |      |      |      |      |      |      |      |

## Sehenswürdigkeiten
- Tumulus von Le Grand Malveau
- Kirche Saint-Nazaire aus dem 12. Jahrhundert, Umbauten aus dem 15. Jahrhundert, seit 1949 als Monument historique eingeschrieben
- Kirche Saint-Martin in Saint-Martin-de-la-Coudre

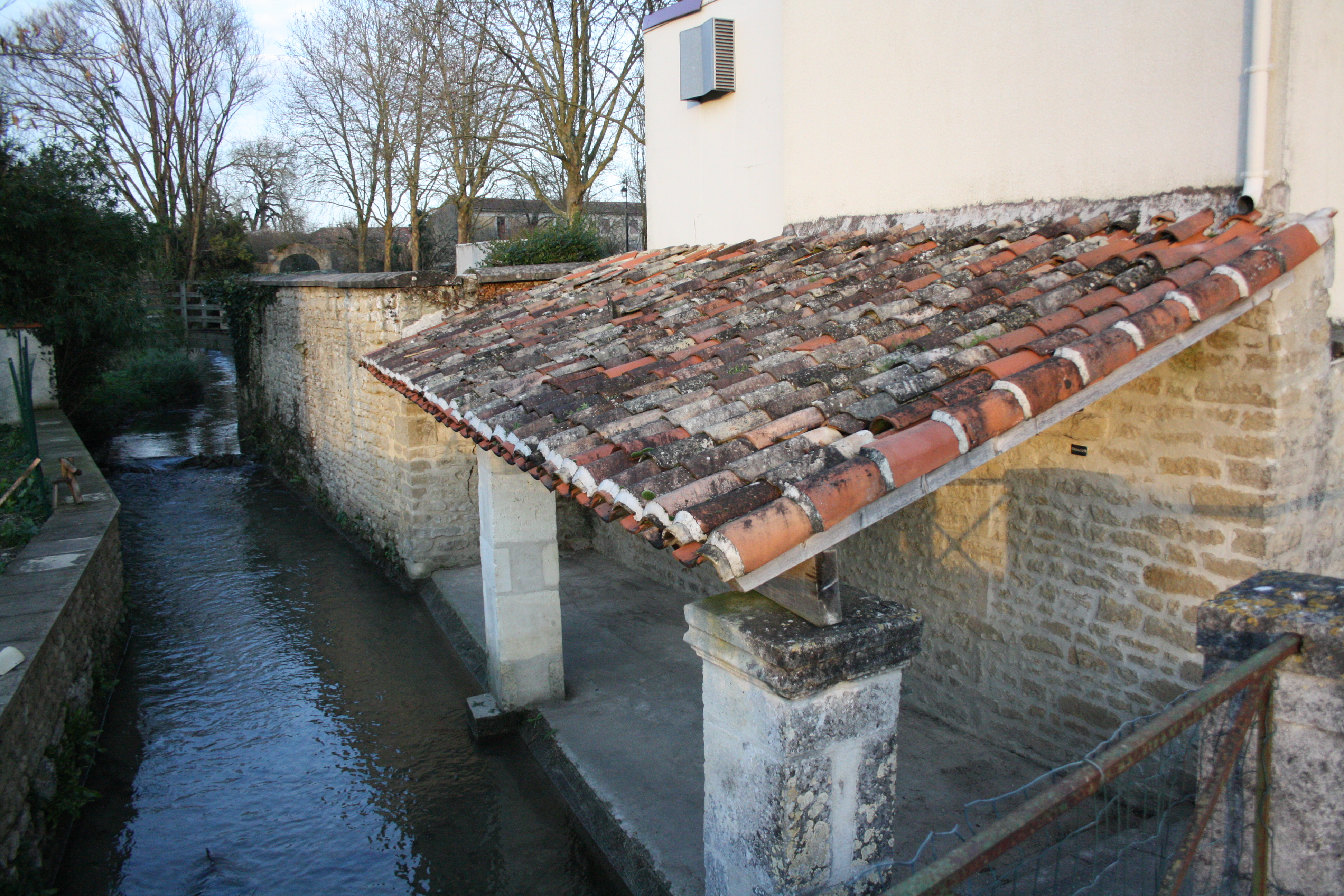
Ehemaliges Waschhaus am Flüsschen Sureau